# Leopold Andrian

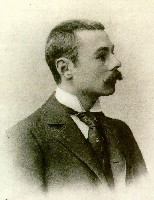
Leopold Andrian, ca. 1900

Leopold Andrian was de schrijversnaam van de Oostenrijkse diplomaat Leopold Ferdinand Freiherr von Andrian-Werburg (Berlijn, 9 mei 1875 − Fribourg, 19 november 1951).

## Familie
Andrian was een lid van de sinds 1692 tot de Reichfreiherrenstand behorende familie Von Andrian-Werburg en een zoon van de antropoloog dr. h.c. Ferdinand Freiherr von Andrian-Werburg (1835-1914) en Cäcilie Meyerbeer (1836-1931), dochter van componist Giacomo Meyerbeer. Hij trouwde in 1933 met Andrée Bourée de Poncay (†1946) en in 1949 met Margaret-Eadi Ramsay (1883-1975). Uit beide huwelijken werden geen kinderen geboren maar hij adopteerde in 1934 Hugo Graf von Belcredi (1923), lid van de familie Von Belcredi, die sindsdien de naam Von Andrian-Belcredi draagt.

## Loopbaan
Na zijn rechtenstudie werd Andrian diplomaat in Oostenrijkse dienst hetgeen hij tot 1919 zou blijven. In 1938 verhuisde hij naar Zwitserland, waar hij ook overleed. In 1940, na de Anschluss en het verbod van zijn Österreich im Prisma der Idee. Katechismus der Führenden (1937), emigreerde hij naar Brazilië om pas na de oorlog naar Europa terug te keren. Hij was een vriend van Arthur Schnitzler, Stefan George en Hugo von Hofmannsthal.
Daarnaast schreef Andrian gedichten en een vertelling. De dichter debuteerde in 1894 met gedichten in Die Blätter für die Kunst. In 1895 verscheen de vertelling of het prozagedicht Der Garten der Erkenntnis (De tuin van de openbaring), een novelle over een identiteitscrisis die beroemd zou worden in de decadent-symbolistische literatuurgeschiedenis. Het draagt als motto Ego Narcissus en vertelt het verhaal van Erwin die niet in staat blijkt liefde te geven. Andrian wordt gerekend tot het Oostenrijkse impressionisme. Na 1898 heeft hij niets meer geschreven.